# Робертс, Крис
Крис Робертс (род. 27 мая 1968, Редвуд-Сити, Калифорния) — британско-американский дизайнер видеоигр, программист, кинорежиссёр и кинопродюсер. Создатель серии Wing Commander, с 2011 года работает над краудфандинговым космическим симулятором Star Citizen.

## Ранние годы
Робертс родился в Редвуд-Сити, штат Калифорния, США, и вырос в Манчестере, Англия. Он учился в Средней школе Паррс Вуд, той же школе, где учился и композитор компьютерной музыки Мартин Голуэй . Будучи подростком, он создал несколько видеоигр для BBC Micro, в том числе Stryker's Run, Wizadore и King Kong .

## Карьера

### Origin Systems
Робертс вернулся в Соединенные Штаты в 1986 году. Он нашел работу в Origin Systems, где в 1988 году создал Times of Lore. Интерфейс игры оказал сильное влияние на другие продукты Origin, в том числе и на популярную в то время Ultima . Подобный игровой интерфейс использовался в следующей игре Робертса для Origin, Bad Blood (1990).
Wing Commander был опубликован позже в 1990 году и получил высокую оценку. Wing Commander (и порожденная им франшиза) вскоре стали самым успешным продуктом Origin. Робертс не принимал активного участия в разработке сиквела: Wing Commander II, выступая в нём лишь в роли продюсера. Вместо этого он сосредоточился на Strike Commander . Впервые Wing Commander II был представлен публике на летней выставке CES 1991; к сожалению проект страдал от многочисленных задержек производства и не был выпущен до 1993 года. Вскоре после окончания разработки Strike Commander, Робертс вернулся к серии Wing Commander, и разработал первоначальную концепцию спин-оффа Wing Commander: Privateer (продюсером которой выступил его брат Эрин Робертс) и стал активнее участвовать в разработке Wing Commander III и Wing Commander IV . Для этих сиквелов Робертс снял кинематографические сцены с живыми актёрами. Основная роль Робертса в разработке игр Wing Commander побудила Next Generation назвать его одним из «75 самых важных людей в игровой индустрии 1995 года».
Следуя традициям Origin Systems, резиденция Криса Робертса на окраине Остина, штат Техас, была названа «Командирское ранчо», как отсылка к серии Wing Commander .

### Digital Anvil
Робертс покинул Origin systems в 1996 году и вместе с Тони Зуровеком и своим братом Эрином Робертсом основал компанию под названием Digital Anvil . Он сослался на разочарование в работе с большими командами разработчиков и нежелание материнской компании Origin: Electronic Arts, выделять достаточные средства на игры, которые не были сиквелами. Молодая студия открыла магазин в Остине и несколько лет работала без каких либо крупных релизов, подписав издательский договор с Microsoft в 1997 году.
Робертс заявил, что хочет производить фильмы, а также игры в компании Digital Anvil. Выпущенный в 1999 году художественный фильм «Командир Эскадрильи» где в качестве режиссёра выступал сам Робертс, а в качестве актёра выступал Фредди Принц-младший в главной роли, а спецэффектами занималась студия Digital Anvil, однако фильм не получил ни похвалы критиков, ни финансового успеха.
Первой законченной игрой Digital Anvil была Starlancer, выпущенная в 2000 году и получившая в целом положительные отзывы . Игра, разработанная совместно Warthog и Digital Anvil, была создана братьями Робертс и Эриком Петерсоном. Вскоре после этого компания была приобретена Microsoft, которая в дальнейшем продала Ubisoft два проекта созданные Digital Anvil: Conquest: Frontier Wars под руководством Эрика Петерсона и Loose Cannon под руководством Тони Зуровца . Робертс покинул компанию после её продажи Microsoft, отказавшись от должности директора своего амбициозного проекта Freelancer, хотя ещё какое-то время оставался в процессе разработки в роли консультанта. Игра считалась примером Vaporwave-приложения из-за срыва обещаной даты выпуска в 2001 году, однако в конечном итоге она была выпущена в 2003 году с несколько иным геймплеем, заметно отличающимся от первоначальных планов.

### Point of No Return Entertainment/Ascendant Pictures
Покинув Digital Anvil, Робертс основал Point of No Return Entertainment, планируя производить фильмы, телепрограммы и игры. Однако никаких проектов под этим брендом реализовано не было. Робертс основал Ascendant Pictures в 2002 году и стал продюсером ряда голливудских фильмов, включая «Эдисон», «Чужой Лес», «Викинги», «Кто твой Кэдди?».,"Большая белая обуза","Спроси у пыли","Счастливое число Слевина" и «Оружейный барон», которые почти полностью финансировались за счет лазейки в немецком налоговом законодательстве, закрытой к 2006 году. Деятельность Робертса в качестве кинопродюсера закончилась полным истощением бюджета, полученного этой схемой финансирования. В 2005 году актёр Кевин Костнер подал в суд на Ascendant Pictures за нарушение контракта на невыпущенный фильм.В конечном итоге компания была приобретена Bigfoot Entertainment в 2010 году.

### Cloud Imperium Games
В 2011 году Крис Робертс основал Cloud Imperium Games вместе со своей женой Сэнди Робертс, а также деловым партнером и опытным адвокатом в сфере международных СМИ Ортвином Фрейермутом. В октябре 2012 года Cloud Imperium Games запустила на своем сайте краудфандинговую кампанию для создания космического симулятора Star Citizen, а позже добавила кампанию на Kickstarter . К ноябрю 2012 года они заработали 6 238 563 долларов США, превзойдя все поставленные перед кампаниями цели и побив рекорды краудфандинга в индустрии видеоигр. Крис Робертс заявил, что если в ходе краудфандинговой кампании удастся собрать не менее 23 миллионов долларов, финансирование со стороны внешних инвесторов или разработчиков не потребуется. Эта цель была достигнута 18 октября 2013 г.
По состоянию на 16 декабря 2024 года Cloud Imperium Games привлекла более 750 млн долларов США в виде краудфандинга и более 63,25 млн долларов США в виде инвестиций от внешних компаний. Другая игра от Cloud Imperium Games, находящаяся в разработке, Squadron 42, однопользовательская кампания, действие которой происходит во вселенной Star Citizen, также находится в разработке, по сообщениям разработчиков находится в полнофункциональном состоянии и после «полировки» оставшихся функций, планируется к выпуску в 2026 году. 

## Работы
Видеоигры
| Имя                                                                | Год        | В титрах как                                      | Издатель               |
| ------------------------------------------------------------------ | ---------- | ------------------------------------------------- | ---------------------- |
| King Kong                                                          | 1983 г.    | дизайнер                                          | BBC Micro User         |
| Match Day                                                          | 1985 г.    | дизайнер (порт BBC Micro)                         | Ocean Software         |
| Wizadore                                                           | 1985 г.    | дизайнер                                          | Imagine Software       |
| Stryker's Run                                                      | 1986 г.    | дизайнер, программист, художник                   | Superior Software      |
| Ultima V: Warriors of Destiny                                      | 1988 г.    | конструктор                                       | Origin Systems         |
| Times of Lore                                                      | 1988 г.    | директор, дизайнер, писатель, программист, тестер | Origin Systems         |
| Bad Blood                                                          | 1990 г.    | режиссёр, дизайнер, программист                   | Origin Systems         |
| Wing Commander                                                     | 1990 г.    | ведущий дизайнер, продюсер, программист           | Origin Systems         |
| Wing Commander: The Secret Missions                                | 1990 г.    | продюсер, программист                             | Origin Systems         |
| Wing Commander: The Secret Missions 2: Crusade                     | 1991 г.    | продюсер, программист                             | Origin Systems         |
| Wing Commander II: Vengeance of the Kilrathi                       | 1991 г.    | режиссёр                                          | Origin Systems         |
| Wing Commander II: Vengeance of the Kilrathi: Special Operations 1 | 1991 г.    | креативный директор                               | Origin Systems         |
| Wing Commander II: Vengeance of the Kilrathi: Special Operations 2 | 1992 г.    | креативный директор                               | Origin Systems         |
| Strike Commander                                                   | 1993 г.    | режиссёр, продюсер, художник, программист         | Origin Systems         |
| Strike Commander: Tactical Operations                              | 1993 г.    | режиссёр                                          | Origin Systems         |
| Wing Commander: Privateer                                          | 1993 г.    | исполнительный продюсер                           | Origin Systems         |
| Wing Commander: Armada                                             | 1994 г.    | режиссёр                                          | Origin Systems         |
| Wing Commander III: Heart of the Tiger                             | 1994 г.    | режиссёр, продюсер, сценарист, актёр              | Origin Systems         |
| Wing Commander IV: The Price of Freedom                            | 1996 г.    | режиссёр, исполнительный продюсер                 | Electronic Arts        |
| Starlancer                                                         | 2000 г.    | исполнительный продюсер                           | Microsoft              |
| Conquest: Frontier Wars                                            | 2001 г.    | продюсер, писатель                                | Ubisoft                |
| Freelancer                                                         | 2003 г.    | автор идеи                                        | Microsoft Game Studios |
| Star Citizen                                                       | уточняется | автор идеи                                        | Cloud Imperium Games   |
| Squadron 42                                                        | уточняется | директор                                          | Cloud Imperium Games   |

Фильмы
| Имя                      | Год     | В титрах как            | Издатель                    |
| ------------------------ | ------- | ----------------------- | --------------------------- |
| Командир эскадрильи      | 1999 г. | режиссёр, актёр         | 20th Century Studios        |
| Каратель                 | 2004 г. | исполнительный продюсер | Lions Gate Entertainment    |
| Пиджак                   | 2005 г. | исполнительный продюсер | Warner Independent Pictures |
| Большая белая обуза      | 2005 г. | исполнительный продюсер | Momentum Pictures           |
| Оружейный барон          | 2005 г. | исполнительный продюсер | Lionsgate Films             |
| Спроси у пыли            | 2006 г. | исполнительный продюсер | Paramount Vantage           |
| Счастливое число Слевина | 2006 г. | исполнительный продюсер | Metro-Goldwyn-Mayer         |
| Кто твой Кэдди?          | 2007 г. | исполнительный продюсер | The Weinstein Company       |
| Викинги                  | 2008 г. | исполнительный продюсер | The Weinstein Company       |
| Black Water Transit      | 2009 г. | исполнительный продюсер | Capitol Films               |